# タウ数

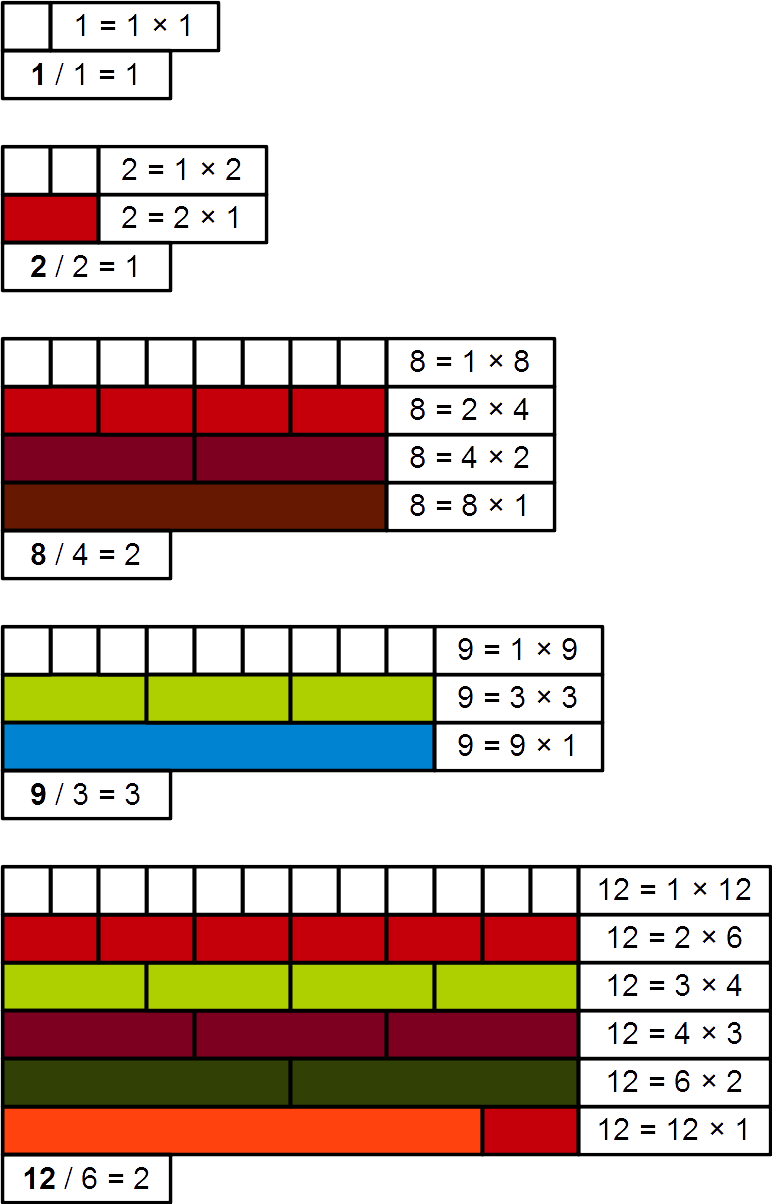
クイゼネール・ロッドによる、1、2、8、9、および12がタウ数であることの例示

タウ数（タウすう、 Refactorable number) とは、約数の個数で割り切れるような整数、すなわち、τ(n) | n を満たす自然数 n である (τ(n) は約数関数の一種で、n の約数の個数を返す関数)。例えば、18は6個の約数 (1, 2, 3, 6, 9, 18) を持ち、さらに18は約数の個数6で割り切れるためrefactorableである。

タウ数を小さいものから並べると
となる。

## 歴史
タウ数は約数関数 τ(n) に関連して研究され、例えばクラウディア・スピロ (Claudia Spiro) は与えられた数より小さいタウ数の個数や、関連した集合の個数についていくつか上界を与えている。
1982年のスピロの論文では特に名称などは与えられておらず、1990年にカーティス・クーパー (Curtis Cooper) とロバート・E・ケネディ (Robert E. Kennedy) によってタウ数と命名され、その後サイモン・コルトン (Simon Colton) によって、コンピュータープログラムによって発見された数列として再発見された。“Refactorable number” の名称はコルトンによるものである。
コルトンが行ったタウ数の基本的な性質についての予想は、そのうちいくつかはジョシュア・ゼリンスキー (Joshua Zelinsky) によって証明された。ゼリンスキーはタウ数およびタウ数の類似について数多くの定理と予想を示している。

## 性質

### 存在性
タウ数は無限に存在し、複数の方法でタウ数の無限列 (または無限集合) を得ることができる：
- 素数 p に対して pp-1となる数 (2, 9, 625, 117649, ... (A036878))
- n の素因数分解を {\displaystyle p_{1}^{m_{1}}\cdots p_{k}^{m_{k}}}としたとき、{\displaystyle p_{1}^{p_{1}^{m_{1}}-1}\cdots p_{k}^{p_{k}^{m_{k}}-1}}で表される数 (1, 2, 9, 8, 625, 18, 117649, 128, ... (A036879))
- 任意の奇素数 p に対して 8p (24, 40, 56, 88, 104, ...)
- 任意の相異なる3より大きい素数 p, q に対して 36 pq (1260, 1980, 2340, 2772, ...)

奇数のタウ数は全て平方数である。そのような数を小さい順に並べると
となる。

### 間隔
任意の連続した3つの整数がすべてタウ数となることはない。これはコルトンによって予想され、ゼリンスキーによってより強い形の命題が証明された。
- もし n および n+1 がいずれもタウ数かつ n が奇数であるならば、n=1 が成り立つ。

### タウ数の個数
正整数 n に対して、n 以下のタウ数の個数を T(n) で表す。このとき、T(n) と素数計数関数 π(n) の間に以下の関係が成り立つ：
- 任意の実数 (正実数としてよい) k に対して、n が十分大きいならば T(n) > kπ(n) が成り立つ[3]。

ゼリンスキーによって証明されたこの定理は、コルトンが k = 1/2 について予想したものについて、部分的に証明したものである。ゼリンスキーは k = 1/2 の場合について、反例の上限が 7.42×1013となることも示している。
クラウディア・スピロは T(n) に対して、漸近的な近似値として{\displaystyle T(n)={\frac {n}{{\sqrt {\log {n}}}(\log {\log {n}})^{1+o(1)}}}}を与えた。ただしここで o(1) はo記法である。すなわち、ある関数 ε(n) が存在して{\displaystyle T(n)={\frac {n}{{\sqrt {\log {n}}}(\log {\log {n}})^{1+\varepsilon (n)}}}}であり、ε(n) は任意の正定数 K について、十分大きい n に対して | ε(n) | < K が成り立つ。

### その他
- 全ての完全数はタウ数とならない[2]。

- ゴールドバッハ予想に関連して、次の事実が言える：
  - 弱いゴールドバッハ予想が真ならば、任意の正整数は6個かそれ以下のタウ数の和として表せる。
  - 強いゴールドバッハ予想が真ならば、任意の正整数は5個かそれ以下のタウ数の和として表せる。
- タウ数の自然密度（英語版）は0である[4]。